# Guitar World
Guitar World es una revista que elabora artículos relacionados con el género de música rock.
La revista debutó en julio de 1980 con Johnny Winter en la portada. En sus más de 40 años de historia, Guitar World ha publicado entrevistas de algunos de los guitarristas más influyentes del rock, incluyendo a Alex Lifeson, Ritchie Blackmore, Jeff Beck, Brian May, Arthur Rhames, John Frusciante, Steve Morse, Robert Ward, Richie Sambora, Jimmy Page, David Gilmour, Eric Clapton, Joe Satriani, Steve Vai, Yngwie Malmsteen, Tony Iommi y Eddie Van Halen quién ha aparecido en la portada 16 veces, y dos veces en la revista afiliada Guitar Legends.
Anteriormente era propiedad de Harris Publications; Future US compró la revista en 2003.

## Guitar Worlden video
En enero de 2005, Guitar World comenzó a vender algunos números de la revista con CD-ROM, con lecciones en vídeo y otros contenidos multimedia de producción propia y de terceros. Las revistas que contienen el disco se venden por tres dólares más (7,99 dólares en lugar de 4,99). Cada edición de Guitar World solía contener, en las páginas centrales, un póster de un artista o banda incluido ese mes en la revista, pero ya no se incluye (sin embargo, la revista ha mantenido el precio de la publicación). En 2007 Guitar World comenzó a producir un nuevo DVD: Guitar World presenta Guitar DVD.

## Columnas de otras revistas
A partir de la edición enero de 2009, Guitar World ha incluido columnas de las revistas afiliadas (y ya desaparecidas) Guitar One y Guitar World Acoustic. Algunas de las columnas son:
- Shred Alert por Paul Gilbert de Racer X.
- The Alchemical Guitarist por Richard Lloyd de Television.
- Time to Burn por Michael Angelo Batio.
- Practice What You Preach por Eric Peterson de Testament.
- Left-Hand Path por Ihsahn de Emperor.
- All That Jazz por Vic Juris.
- Talkin' Blues por Keith Wyatt.
- Dominion por Mark Morton de Lamb of God.